# Marplesia
Marplesia es un género de arañas araneomorfas pertenecientes a la familia Amphinectidae. Se encuentra en Nueva Zelanda.

## Especies
Según The World Spider Catalog 12.0:
- Marplesia dugdalei Forster & Wilton, 1973
- Marplesia pohara Forster & Wilton, 1973